# Joke Bijleveld

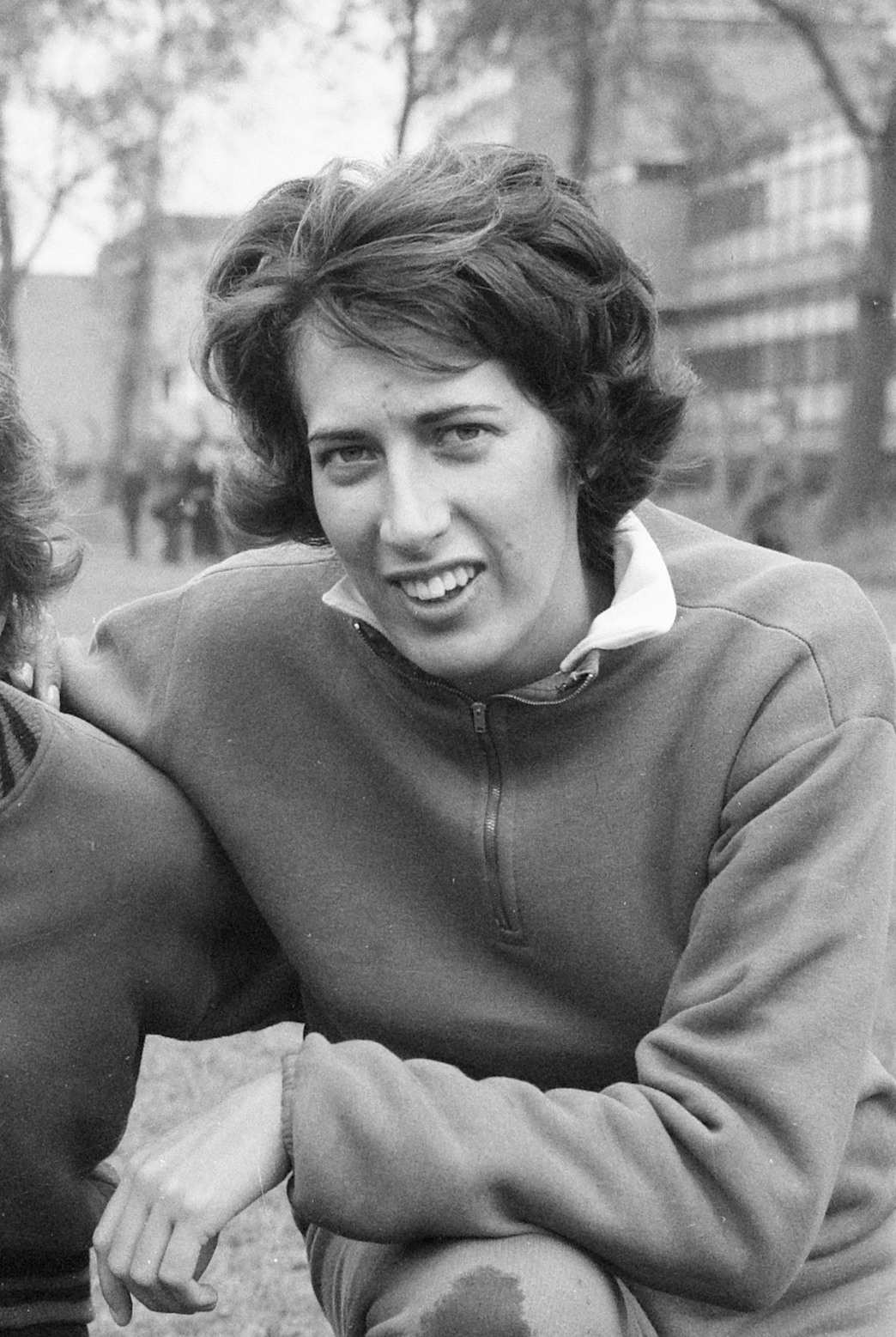
Joke Bijleveld, 1962

Joke Bijleveld (eigentlich Johanna Catharina Antonia Bijleveld; * 7. Oktober 1940 in Den Haag) ist eine ehemalige niederländische Weitspringerin und Sprinterin.
1958 wurde sie bei den Europameisterschaften in Stockholm Vierte in der 4-mal-100-Meter-Staffel und erreichte über 100 Meter das Halbfinale.
Im Weitsprung wurde sie bei den Olympischen Spielen 1960 in Rom Siebte und bei den Europameisterschaften 1962 in Belgrad Vierte.
Bei den Olympischen Spielen 1964 in Tokio kam sie im Weitsprung auf den 15. Platz und schied über 100 Meter im Vorlauf aus.
Viermal wurde sie Niederländische Meisterin im Weitsprung (1959–1961, 1964) und zweimal über 100 Meter (1959, 1964). 1962 wurde sie Englische Meisterin im Weitsprung.

## Persönliche Bestleistungen
- 100 m: 11,7 s, 6. Juli 1958, Rotterdam
- Weitsprung: 6,31 m, 22. Mai 1961, Weimar